# 皇璧

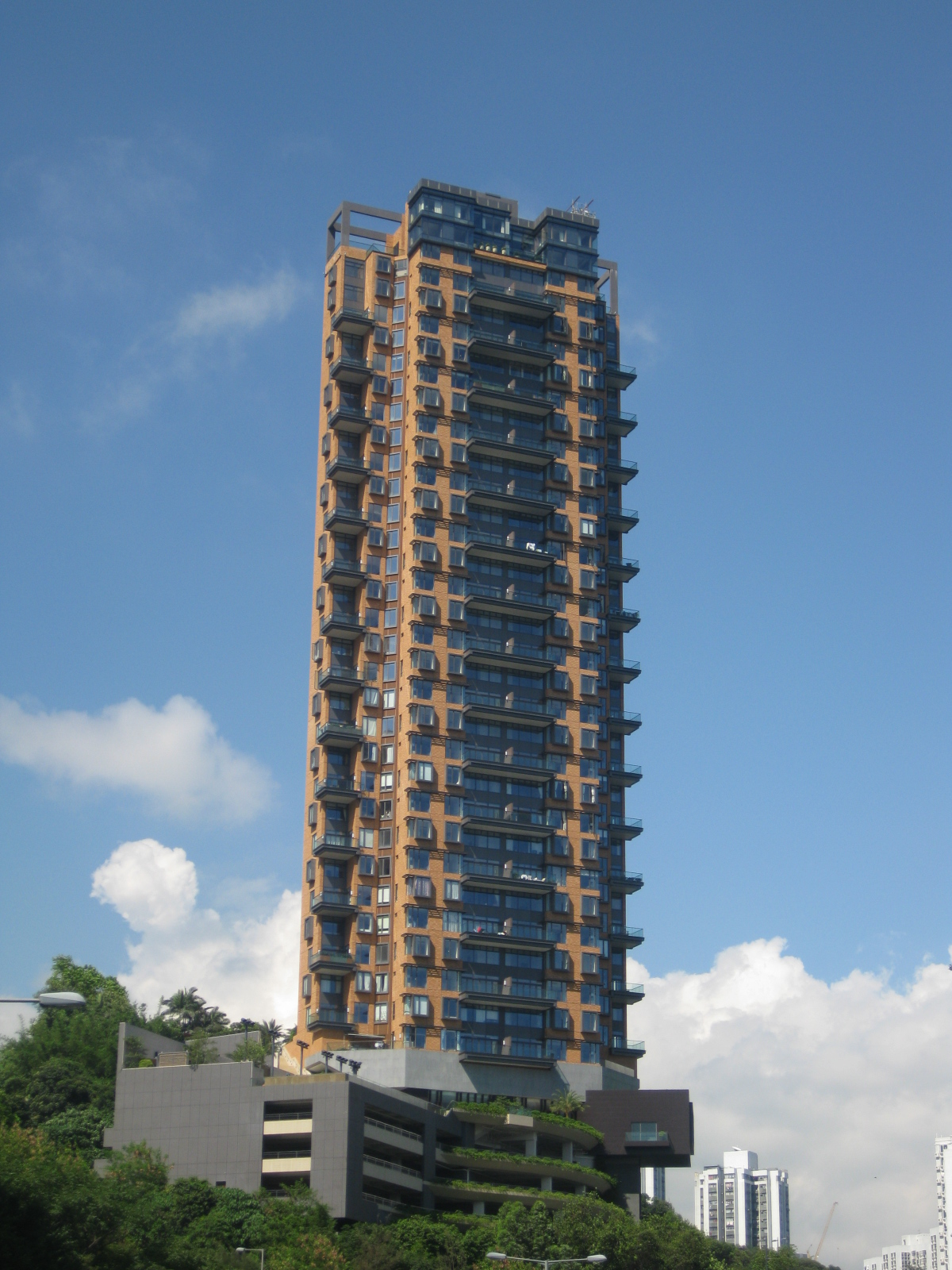
位于山上的皇璧

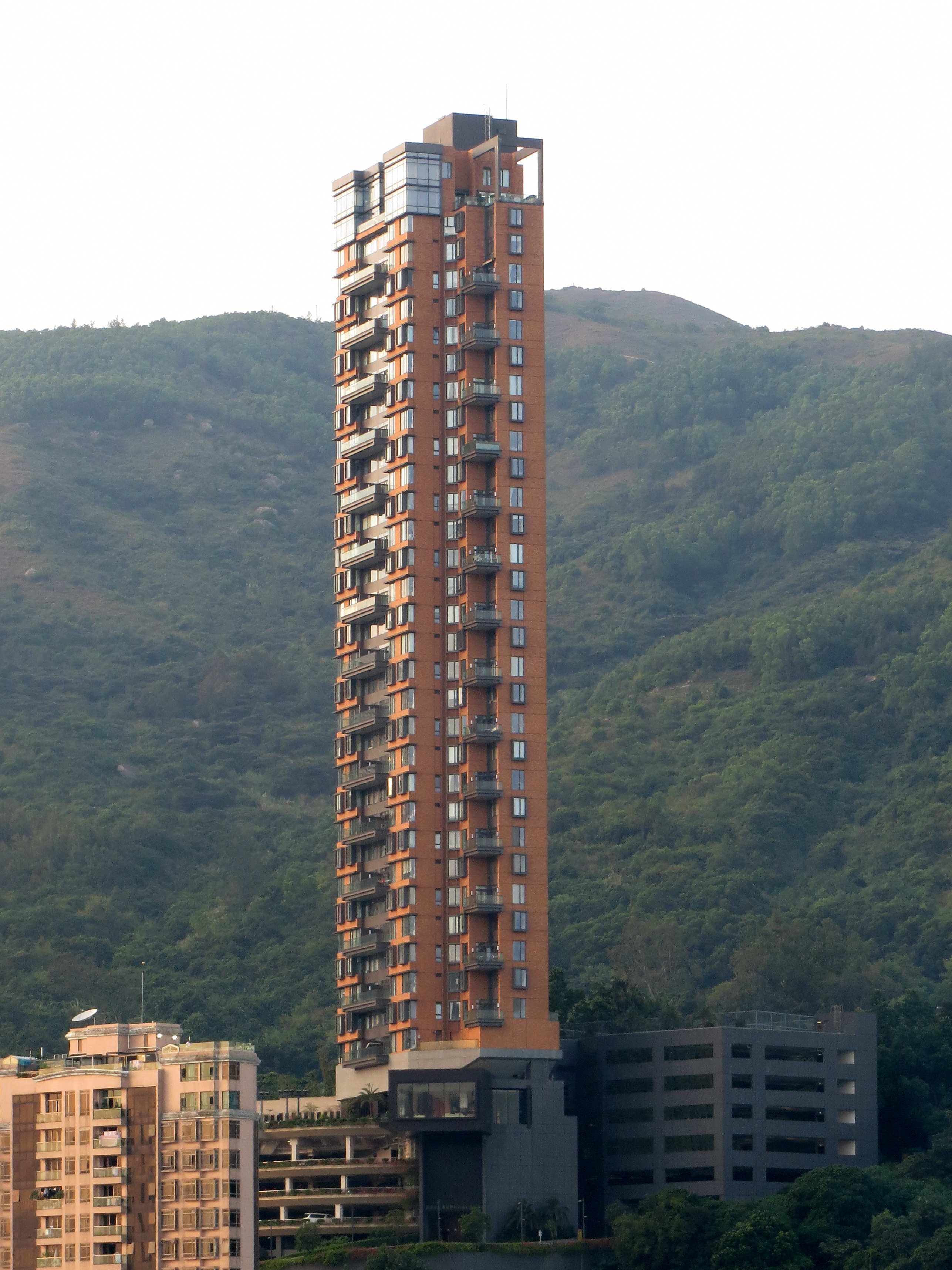
從青衣東北公園眺望對岸的皇璧

皇璧（英語：The Westminster Terrace）是位于香港荃灣區油柑头的一座单栋式住宅，地址为悠麗路2A號，於2009年落成。住宅每个单位均为复式大宅。内地影星趙薇與丈夫黄有龙的註冊地址為此大廈其中一個單位；另蒙古國前總理巴特包勒德亦曾通過代理人，持有此大廈其中一個單位。項目的前身是積善別墅，是致生紙品公司創辦人馮積善的大宅。